# Persone di cognome Zimmermann
| Questa pagina contiene informazioni ricavate automaticamente dalle voci biografiche con l'ausilio del template Bio e di un bot. L'aggiornamento è periodico e automatico e ricostruisce completamente la pagina. Se manca una persona in questa lista, sei pregato di non aggiungerla, ma accertati piuttosto che la sua voce biografica contenga il template Bio e che i dati anagrafici siano correttamente compilati. Se il template Bio manca, inseriscilo tu stesso o, in alternativa, metti l'avviso {{tmp\|Bio}} che ne segnala la mancanza. Se i dati riportati sono sbagliati, correggi direttamente la voce biografica; le modifiche saranno visibili in questa lista entro pochi giorni. Per chiarimenti vedi il progetto antroponimi. La lista contiene solo le 55 persone che sono citate nell'enciclopedia e per le quali è stato implementato correttamente il template Bio. Pagina aggiornata al 23 apr 2025. |

Questa è una lista di persone presenti nell'enciclopedia che hanno il cognome Zimmermann, suddivise per attività principale.

## Allenatori di calcio(1)
- Jan Zimmermann, allenatore di calcio e ex calciatore tedesco (Obertshausen, n. 1985)

## Architetti(1)
- Dominikus Zimmermann, architetto tedesco (Gaispoint, n. 1685 - Steingaden, † 1766)

## Attori(2)
- Holmes Zimmermann, attore tedesco (Maikammer, n. 1900 - Berlino, † 1957)
- Peter Zimmermann, attore e regista tedesco (Berlino Est, n. 1951)

## Attrici(1)
- Verena Zimmermann-Bonato, attrice tedesca (Colonia, n. 1979)

## Batteristi(1)
- Dan Zimmermann, batterista tedesco (Norimberga, n. 1966)

## Biologi(1)
- Walter Max Zimmermann, biologo e botanico tedesco (Walldürn, n. 1892 - Tubinga, † 1980)

## Bobbisti(1)
- Markus Zimmermann, bobbista tedesco (Berchtesgaden, n. 1964)

## Botanici(1)
- Albrecht Wilhelm Phillip Zimmermann, botanico tedesco (Braunschweig, n. 1860 - Berlino, † 1931)

## Calciatori(5)
- Bernhard Zimmermann, calciatore austriaco (Korneuburg, n. 2002)
- Christoph Zimmermann, calciatore tedesco (Düsseldorf, n. 1993)
- Francisc Zimmermann, calciatore rumeno (n. 1900)
- Herbert Zimmermann, ex calciatore tedesco occidentale (Neuwied, n. 1954)
- Matthias Zimmermann, calciatore tedesco (Pforzheim, n. 1992)

## Canoiste(1)
- Annemarie Zimmermann, ex canoista tedesca (n. 1940)

## Cantanti(2)
- Anna-Maria Zimmermann, cantante tedesca (Gütersloh, n. 1988)
- Ethel Merman, cantante e attrice statunitense (New York, n. 1908 - New York, † 1984)

## Cestiste(1)
- Helga Zimmermann, ex cestista tedesca (n. 1941)

## Cestisti(1)
- Alfred Zimmermann, cestista estone (Pühajärve, n. 1912 - Tallinn, † 1961)

## Ciclisti su strada(4)
- André Zimmermann, ciclista su strada francese (Maisonsgoutte, n. 1939 - Villè, † 2019)
- Georg Zimmermann, ciclista su strada tedesco (Augusta, n. 1997)
- Robert Zimmermann, ciclista su strada e pistard svizzero (Zurigo, n. 1912 - Zurigo, † 2006)
- Urs Zimmermann, ex ciclista su strada e pistard svizzero (Mühledorf, n. 1959)

## Compositori(3)
- Bernd Alois Zimmermann, compositore tedesco (Erftstadt, n. 1918 - Frechen, † 1970)
- Pierre-Joseph-Guillaume Zimmermann, compositore e pianista francese (Parigi, n. 1785 - Parigi, † 1853)
- Udo Zimmermann, compositore, direttore d'orchestra e musicologo tedesco (Dresda, n. 1943 - Dresda, † 2021)

## Crittografi(1)
- Phil Zimmermann, crittografo statunitense (Camden, n. 1954)

## Fisici(1)
- Wolfhart Zimmermann, fisico tedesco (n. 1928 - † 2016)

## Geografi(1)
- Eberhard August Wilhelm von Zimmermann, geografo e zoologo tedesco (Uelzen, n. 1743 - Braunschweig, † 1815)

## Giocatori di football americano(3)
- Dennis Zimmermann, ex giocatore di football americano tedesco (n. 1981)
- Max Zimmermann, giocatore di football americano tedesco (Berlino, n. 1994)
- Paul Zimmermann, giocatore di football americano tedesco

## Hockeisti su ghiaccio(1)
- Max Zimmermann, hockeista su ghiaccio austriaco (Vienna, n. 1999)

## Modelle(2)
- Bettina Zimmermann, modella, attrice e doppiatrice tedesca (Großburgwedel, n. 1975)
- Raquel Zimmermann, supermodella brasiliana (Bom Retiro do Sul, n. 1983)

## Nuotatrici(1)
- Kathrin Zimmermann, ex nuotatrice tedesca (Gera, n. 1966)

## Pallavolisti(1)
- Jan Zimmermann, pallavolista tedesco (Tubinga, n. 1993)

## Pianiste(1)
- Margrit Zimmermann, pianista e compositrice svizzera (Berna, n. 1927 - Belp, † 2020)

## Pittori(2)
- Max Zimmermann, pittore e litografo tedesco (Zittau, n. 1811 - Monaco di Baviera, † 1878)
- Johann Baptist Zimmermann, pittore e stuccatore tedesco (Gaispoint, n. 1680 - Monaco di Baviera, † 1758)

## Politici(1)
- Arthur Zimmermann, politico tedesco (Marggrabowa, n. 1864 - Berlino, † 1940)

## Schermitrici(2)
- Felicia Zimmermann, schermitrice statunitense (Rochester, n. 1975)
- Iris Zimmermann, schermitrice statunitense (Rochester, n. 1981)

## Sciatori alpini(1)
- Egon Zimmermann, sciatore alpino austriaco (Lech, n. 1939 - Lech, † 2019)

## Sciatrici alpine(5)
- Angela Zimmermann, ex sciatrice alpina tedesca (n. 1974)
- Edith Zimmermann, ex sciatrice alpina austriaca (Lech, n. 1941)
- Heidi Zimmermann, ex sciatrice alpina austriaca (n. 1946)
- Sylvia Zimmermann, ex sciatrice alpina svizzera (n. 1940)
- Zoe Zimmermann, sciatrice alpina statunitense (n. 2002)

## Scrittori(1)
- Franz Xaver Zimmermann, scrittore e storico austriaco (Hopfgarten, n. 1876 - Klagenfurt, † 1959)

## Tenniste(1)
- Kimberley Zimmermann, tennista belga (Wemmel, n. 1995)

## Vescovi cattolici(1)
- Joseph Zimmermann, vescovo cattolico e missionario svizzero (Birmenstorf, n. 1923 - Morombe, † 1988)

## Violinisti(1)
- Frank Peter Zimmermann, violinista tedesco (Duisburg, n. 1965)

## Violiste(1)
- Tabea Zimmermann, violista tedesca (Lahr/Schwarzwald, n. 1966)

## Senza attività specificata(1)
- Lisa Zimmermann, ex sciatrice freestyle tedesca (Norimberga, n. 1996)